# Feuerwehr Norderstedt
Die Feuerwehr Norderstedt mit Sitz in der Stormarnstraße 2 in Norderstedt ist verantwortlich für den Brandschutz, die Technische Hilfeleistung und die Brandbekämpfung in der Stadt Norderstedt sowie Teilen der U-Bahn Hamburg und der Bundesautobahn 7. Sie gehört zum Amt 38 und besteht aus hauptberuflichen und ehrenamtlichen Kräften. Am 1. Juli 2022 wurde sie zu einer Berufsfeuerwehr (BF) und Freiwilligen Feuerwehr (FF) mit 4 Ortswehren umgegliedert. Der Freiwilligen Feuerwehr ist die Jugendfeuerwehr angegliedert.
Die Feuerwehr Norderstedt mit ihren Haupt- und Ehrenamtlichen Einsatzkräften wurde 2022 zu insgesamt 1.022 Einsätzen alarmiert.

## Geschichte

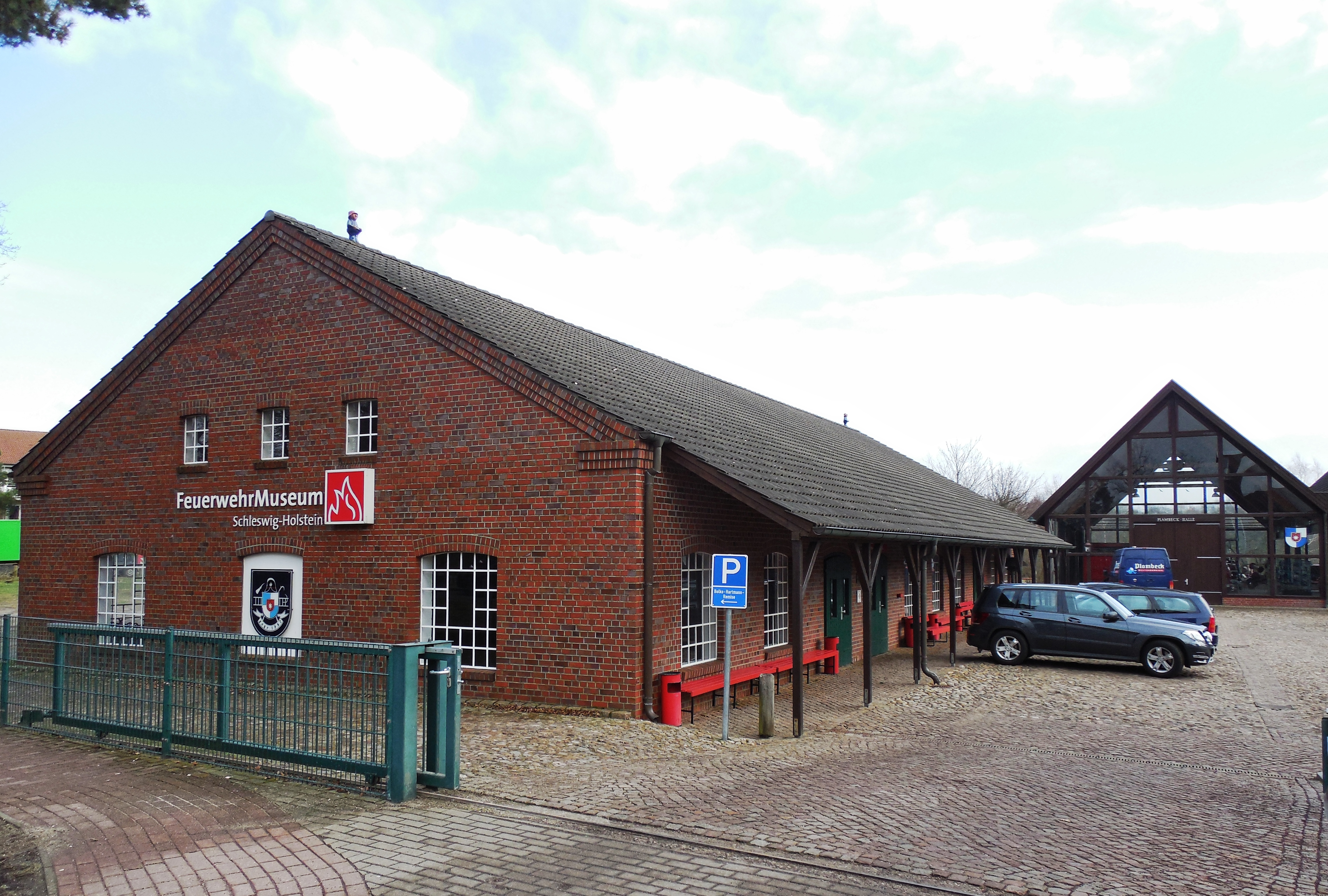
Feuerwehrmuseum Schleswig-Holstein in Norderstedt

Am 1. Januar 1970 entstand, nach der Eingemeindung der Gemeinden Friedrichsgabe, Garstedt, Glashütte und Harksheide in die Stadt Norderstedt, aus den bis dahin bestehenden einzelnen Freiwilligen Feuerwehren die Gemeindefeuerwehr Norderstedt mit vier Ortswehren an den bisherigen Standorten. Im Jahr 1965 wurde innerhalb der Freiwilligen Feuerwehr Norderstedt eine Jugendfeuerwehr gegründet. Seit 1972 betreibt die Stadt eine eigene Leitstelle zur Entgegennahme der Notrufe und Disposition der Einsätze in Norderstedt. Die Feuerwehr Norderstedt unterhält im Feuerwehrtechnischen Zentrum in der Stormarnstraße eine eigene Atemschutzwerkstatt, Fahrzeugwaschhalle und Reparaturwerkstätten. Im Jahr 2007 wurde eine hauptamtliche Wachabteilung aufgestellt, die tagsüber im Dienst ist. Neben Kräften für die technische Hilfe und Brandbekämpfung hält die Feuerwehr Norderstedt eine Höhenrettungsgruppe sowie einen Gefahrgutzug vor. Die Ortswehr Garstedt und die Ortswehr Glashütte bilden die Musikzüge der Feuerwehr Norderstedt und unterhalten seit 1897 einen Musikzug bzw. die heutige „Bigband FF Garstedt“. Die Ortswehr Harksheide ist überregional Mitglied in der 9. Feuerwehrbereitschaft des Kreises Segeberg.
In Norderstedt wurde auf Initiative und mit Unterstützung des Fördervereins Feuerwehrmuseum Hof Lüdemann e.V. das Feuerwehrmuseum Schleswig-Holstein eingerichtet. Es zeigt historische Feuerwehrfahrzeuge und -geräte und gibt eine eigene Zeitschrift (Der Feuermelder) heraus.

## Berufsfeuerwehr
Das Brandschutzgesetz des Landes Schleswig-Holstein verpflichtet Städte ab 80.000 Einwohnern zur Aufstellung einer Berufsfeuerwehr. Bis zum Jahr 2022 hielt Norderstedt mit einer Sondergenehmigung des Innenministeriums aus dem Jahr 2018 nur eine Freiwillige Feuerwehr vor. Diese wurde seit 2011 durch eine Hauptamtliche Wachabteilung unterstützt. Aufgrund der weiter steigenden Bevölkerungszahl Norderstedts wurde nach einer erneuten Prüfung die Sondergenehmigung nicht mehr erteilt und die Freiwillige Feuerwehr Norderstedt unter Heranziehung der hauptamtlichen Kräfte in eine Berufsfeuerwehr umgegliedert. Die Alarmierung der BF sowie der FF erfolgt durch digitale Funkmeldeempfänger.
Während die Hauptamtliche Wachabteilung (2011–2022), als Vorgänger der Berufsfeuerwehr die Freiwilligen Feuerwehren mit einem Löschfahrzeug unterstütze, so hat die Berufsfeuerwehr inzwischen einen Kurzzug, bestehend aus Einsatzleitwagen, Löschfahrzeug und Drehleiter im Dienst. Auch die Einsatzleitung obliegt seit 2022 bei den hauptamtlichen Kräften, welche dazu einen C-Dienst und I-Dienst (Inspektionsdienst) in Dienst genommen haben.
Die Berufsfeuerwehr teilt sich einen 2004 in Dienst genommenen Standort in der Stormarnstraße mit der Freiwilligen Feuerwehr Harksheide und der Jugendfeuerwehr. Anfang 2025 soll entschieden werden, ob ein notwendiger Neubau an selber Stelle oder ein zusätzlicher, eigener Standort der Berufsfeuerwehr in der Ulzburger Straße errichtet werden soll.

## Freiwillige Feuerwehr

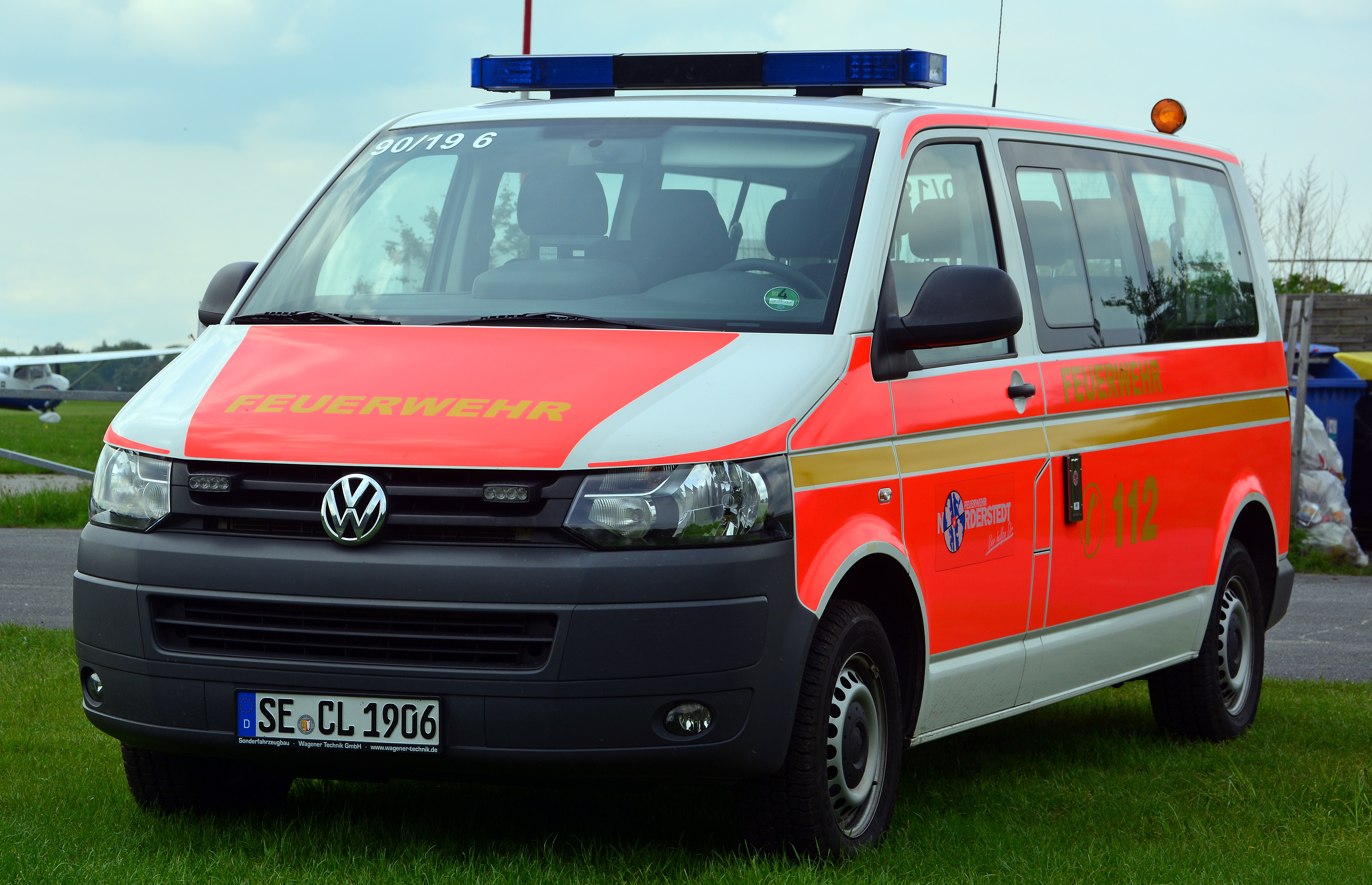
MTF der Feuerwehr Norderstedt

In allen vier Ursprungsgemeinden der Stadt Norderstedt wurden bereits Ende des 19. Jahrhunderts Freiwillige Feuerwehren gegründet. Mit der Stadtgründung im Jahr 1970 schlossen sich diese zur Gemeindefeuerwehr bzw. später Stadtfeuerwehr Norderstedt zusammen. Geleitet wird die Stadtfeuerwehr von einem Stadtwehrführer und dessen Stellvertretern, die die Belange der über 300 Ehrenamtlichen vertreten.
Die Freiwilligen Feuerwehren sind alle mindestens mit einem Löschzug bestehend aus Einsatzleitwagen, zwei Löschfahrzeugen und einer Drehleiter ausgestattet. Darüber hinaus werden bei der Freiwilligen Feuerwehr diverse Sonderkomponenten vorgehalten. Unter anderem Bilden die Wehren aus Glashütte und Friedrichsgabe gemeinsam den Gefahrgutzug, die Feuerwehr Harksheide bedient die Logistikkomponente, die Feuerwehr Garstedt verfügt über ein drittes Löschfahrzeug, sowie ein Tanklöschfahrzeug.
Alle vier Ortswehren verfügen über einen Mannschaftransportwagen, zusätzlich hat die Jugendfeuerwehr Norderstedt zwei eigene Manschsftstransportwagen, ein weiterer ist im Rathaus der Stadt Norderstedt untergebracht. Mit diesem Fahrzeug rückt die Rathaus-Gruppe aus. Die Oberbürgermeisterin stellt städtische Bedienstete für Einsätze frei. Zudem werden zentral im Rathaus das Fahrzeug sowie Einsatzschutzkeidung vorgehalten.
| Standort                | Wache | gegründet     | Mitglieder |
| ----------------------- | ----- | ------------- | ---------- |
| Ortswehr Friedrichsgabe | 4     | 10. März 1898 | 69         |
| Ortswehr Garstedt       | 2     | 1889          | 76         |
| Ortswehr Glashütte      | 3     | 1896          | 60         |
| Ortswehr Harksheide     | 1     | 1894          | 81         |